# Gustaf Philip Wennerstedt

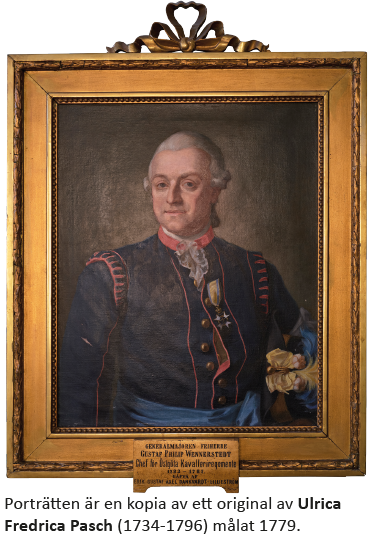
Gustaf Philip Wennerstedt. Porträtten är en kopia av ett original av Ulrica Fredrica Pasch (1734-1796) målat 1779.

Gustaf Philip Wennerstedt född 18 april 1732 på Främmestad i Främmestads socken, Skaraborgs län, död 21 februari 1815 på Skogaholms herrgård, Svennevads socken, var en svensk generalmajor och bruksägare.
Han var son till Carl Gustaf Wennerstedt (1693-1778) och Ebba Magdalena Hierta (1701-1778) samt från 1775 gift med Brita Elisabet Tersmeden (1758-1810), paret fick tre döttrar i äktenskapet. Svärsonen  generalmajor och friherren Carl Armfelt (1764-1846) gift med dottern Britta Carolina övertog driften av bruket vid Gustaf Philip Wennerstedt död, efter att han löste ut sina båda svägerskor.
Wennerstedt var kadett (volontär) vid artilleriet 1748 och utnämndes till underlöjtnant vid artilleriet 31 december 1750. Han var löjtnant vid Savolaks regemente och kapten réformé vid regementet la Dauphine i fransk tjänst samma år där han deltog med franska armén i en kampanj. Konstituerande kapten vid Dalregementet 1757 där hans kaptensfullmakt konfirmerades 1758. Han var kapten vid Kronobergs regemente 1763 och utnämndes till major där 1764. Därefter var han sekundmajor vid Hälsinge regemente 1765, major vid Lätta dragonregementet 1770, överstelöjtnant i armén 1772 och vid Norra skånska kavalleriregementet 1774. Han överfördes till Östgöta kavalleriregemente i juli månad 1774. Han blev överste i armén 1780 och vid regementet 1783. Han var förbandschef vid Östgöta kavalleriregemente 1783–1787 med generalmajors avsked 1787.
Som militär deltog han i kriget i Pommern 1757–1759 samt under belägringen av Demmin och blockaden i Stralsund, belägringen av Peenemünde och i Slaget vid Anklam 1759 där han blev krigsfånge. Vid sidan av sin militära karriär drev han Skogaholms bruk med hjälp av bruks förvaltare.
Vid sin död 1815 slöt han ätten på svärdssidan då han saknade söner, han ligger jämte sin fru begraven i Wennerstedtska graven vid Svennevads kyrka. 
Gustaf Philip Wennerstedt och Brita Elisabet fick tre barn:
- Brita Carolina (1776-1835), gift med friherre Carl Armfelt (1764-1846).
- Ebba Gustava (1778-1845), gift med överstelöjtnanten Frans Magnus Eneskjöld (1774-1822)
- Vilhelmina (1781-1864), gift med kammarjunkaren, majoren och RSO Carl Henrik Bernhard von Braun (1779-1868).